# Hortenbach
Der Hortenbach ist ein 1,9 km langer, orografisch linker Zufluss der Dhünn, eines Nebenflusses der Wupper.

## Geographie

### Verlauf
Der Hortenbach entspringt auf einer Höhe von ungefähr 203 m ü. NHN in der Nähe von Großspezard.
Er fließt in westlicher Richtung durch größtenteils Waldgelände und mündet schließlich auf zwischen 84,3 m zwischen Menrath und Rösberg von links in der Dhünn.

### Zuflüsse
Seine Zuflüsse sind:
- Hortenbacher Siefen (links), 1,6 km
- Großer Eichenberger Siefen (links), 0,2 km
- Hohebergsiefen (rechts), 0,3 km

### Flusssystem Dhünn
- Liste der Fließgewässer im Flusssystem Dhünn